# I. e. 614
Évszázadok: i. e. 8. század – i. e. 7. század – i. e. 6. század
Évtizedek: i. e. 660-as évek – i. e. 650-es évek – i. e. 640-es évek – i. e. 630-as évek – i. e. 620-as évek – i. e. 610-es évek – i. e. 600-as évek – i. e. 590-es évek – i. e. 580-as évek – i. e. 570-es évek – i. e. 560-as évek
Évek: i. e. 619 – i. e. 618 – i. e. 617 – i. e. 616 –  i. e. 615 – i. e. 614 – i. e. 613 – i. e. 612 – i. e. 611 – i. e. 610 – i. e. 609

## Események
- A médek Uvakhsatra (Küaxarész) vezetésével elfoglalják Assurt és Tarbiszuŧ, de ekkor még sikertelenül ostromolják Kalhut és Ninivét.
- A médek és Babilon szövetséget kötnek, a babiloni trónörökös, a későbbi II. Nabú-kudurri-uszur feleségül veszi Uvakhsatra (Küaxarész) lányát, Amüitiszt.